# Kanton Perpignan-8
Kanton Perpignan-8 (fr. Canton de Perpignan-8) je francouzský kanton v departementu Pyrénées-Orientales v regionu Languedoc-Roussillon. Tvoří ho čtvrtě Gare, Saint-Assiscle a Parc Ducup v západní části města Perpignan.